# Abbadia Cerreto
Abbadia Cerreto là một đô thị ở tỉnh Lodi trong vùng Lombardia, cách khoảng 40 km về phía đông nam của Milano và khoảng 7 km về phía đông nam của Lodi. Tại thời điểm 31 tháng 12 năm 2004, đô thị này có dân số 274 người và diện tích là 6,1 km².
Abbadia Cerreto giáp các đô thị: Bagnolo Cremasco, Crespiatica, Chieve, Corte Palasio, Casaletto Ceredano, Cavenago d'Adda.